# ماثيو بريجز
ماثيو أنتوني بريجز (بالإنجليزية: Matthew Anthony Briggs)‏، (من مواليد 9 مارس 1991 في لندن، إنجلترا)، هو لاعب كرة قدم غياني وُلد في إنجلترا، ويلعب في مركز الظهير الأيسر.
بدأ مسيرته الكروية مع نادي فولهام في عام 2007، وقد كان ظهوره الأول يوم 13 مايو 2007، وقد أصبح بعد ذلك أصغر لاعب يلعب في الدوري الإنجليزي الممتاز.

## روابط خارجية
- ماثيو بريجز على موقع الاتحاد الدولي (مؤرشف)  (الإنجليزية)
- ماثيو بريجز على موقع الاتحاد الأوربي (الإنجليزية)
- ماثيو بريجز على موقع قاعدة بيانات كرة القدم.إي يو (الإنجليزية)
- ماثيو بريجز على موقع ناشيونال فوتبول تيمز (الإنجليزية)
- ماثيو بريجز على موقع Soccerbase.com (لاعب) (الإنجليزية)
- ماثيو بريجز على موقع Soccerway.com (الإنجليزية)
- ماثيو بريجز على موقع عالم كرة القدم.نت (الإنجليزية)
- ماثيو بريجز على موقع كووورة
- ماثيو بريجز على موقع AS.com (الإسبانية)